# Yeidckol Polevnsky
Yeidckol Polevnsky Gurwitz, nata Citlali Ibáñez Camacho (Città del Messico, 25 gennaio 1958), è una politica messicana, presidente del partito Morena dal 2017 al 2020 e segretaria generale dello stesso dal 2015 al 2020.

## Biografia
Nata a Città del Messico come Citlali Ibáñez Camacho, all'età di dodici anni cambia nome a seguito del divorzio dei genitori. La madre, a causa dei problemi familiari, finge di essere parente del presidente messicano Manuel Ávila Camacho. Il nome Yeidckol significa "chiamata di Dio" in ebraico. Studia psicologia presso la Rete universitaria Anáhuac, non conseguendo però una laurea. Successivamente studia presso il Colegio de Graduados en Alta Dirección, frequenta alcuni corsi all'Università di Chapingo e all'Università del Texas.
Successivamente ricopre diversi incarichi presso la Cámara Nacional de la Industria de Transformación, tra cui dal 2002 al 2004 diviene la prima donna presidente.

### Carriera politica
Nel 2004 entra in politica all'interno del Partito della Rivoluzione Democratica, candidandosi alla guida dello stato federato del Messico in vista delle elezioni dell'anno successivo. I risultati la vedono al terzo posto, superata da Enrique Peña Nieto del PRI, che sarebbe divenuto più avanti presidente degli Stati Uniti Messicani, e da Rubén Mendoza Ayala, appartenente al PAN.
L'anno seguente, nel 2006, viene eletta senatrice rappresentando il Messico.
Nel 2011, a seguito della decisione del partito, non si candida nuovamente alle elezioni come governatrice del Messico, in quanto già scelto Alejandro Encinas Rodríguez come candidato.
Successivamente esce dal PRD ed entra nell'allora neo-partito Morena fondato da Andrés Manuel López Obrador. Si candica come sindaca della città di Naucalpan de Juárez alle elezioni del 2015, non venendo però eletta. Nello stesso anno assume però la carica di segretaria generale del Morena. Nel 2017, a seguito della candidatura presidenziale ufficiale di AMLO, diviene contemporaneamente segretaria generale e presidente del partito, contribuendo così alla vittoria di questo alle elezioni del 2018 grazie alla coalizione Juntos Haremos Historia. Come presidente rimane in carica fino al gennaio 2020 mentre come segretaria fino all'ottobre successivo.
Dal settembre 2021, a seguito alla vittoria del seggio alle elezioni, è deputata federale. Rimane in questa carica fino al 16 giugno 2023, quando si dimette per cercare la candidatura presidenziale col partito Morena per le presidenziali del 2024.

## Vita privata
È stata sposata con Arnold Rodríguez, col quale ha avuto due figli: Larry e Shirley. È di religione ebraica.